# Riedhof (Rott)
Riedhof ist ein Ortsteil der Gemeinde Rott im oberbayerischen Landkreis Landsberg am Lech. 

## Geografie
Die Einöde Riedhof liegt circa zwei Kilometer südwestlich von Rott in einer voralpinen Moränenlandschaft.

## Geschichte

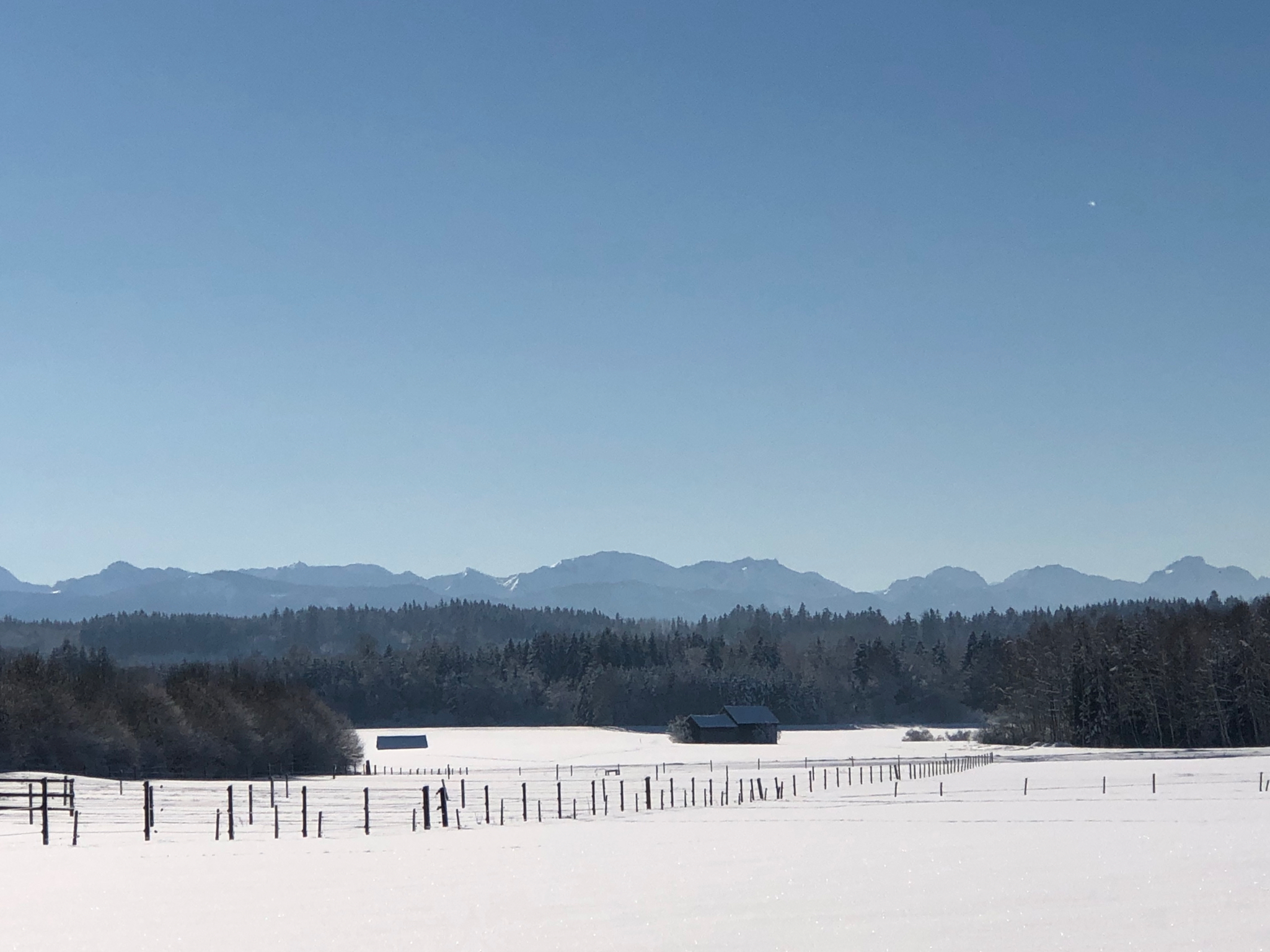
Langes Filz mit Alpen bei Riedhof

Riedhof wird erstmals im 11. Jahrhundert als Willipurgriet genannt, später wird die Ansiedlung auch St. Virgilien genannt.
Die Einöde gehörte zur Klosterhofmark Wessobrunn, 1752 wird ein Anwesen genannt.
Die in der Einöde befindliche Kirche St. Virgil wurde bereits 1783 abgebrochen.

## Bodendenkmäler
Siehe: Liste der Bodendenkmäler in Rott (Landkreis Landsberg am Lech)